# Joseph Quesnel
Pour les articles homonymes, voir Quesnel.
Joseph Quesnel (Saint-Malo, France, 15 novembre 1746 - Montréal, Bas-Canada, 2 ou 3 juillet 1809) est un compositeur, musicien, dramaturge, poète et militaire franco-canadien.
Directeur de troupe théâtrale, il a composé des poèmes, chansons, duos, motets, quatuors et symphonies. Outre plusieurs œuvres littéraires, subsistent deux opéras, Lucas et Cécile et Colas et Colinette, reconnue comme le premier opéra canadien et parfois le premier d'Amérique du Nord.

## Biographie

### Origines et carrière
Né à Saint-Malo le 15 novembre 1746 de l'union d'Isaac Quesnel de La Rivaudais, un négociant prospère, et de Pélagie-Jeanne-Marguerite Duguen. Après ses études qu'il termine à 19 ans, il s'engage comme marin. Cette carrière l'amène à faire plusieurs voyages à Pondichéry, à  Madagascar, en Guinée, au Sénégal, aux Antilles françaises et au Brésil, entre autres. Il s'est rendu, en 1768, à Cabinda (Angola) à bord de la frégate Le Mesny pour acheter 514 "Noirs de tout âge et sexe" revendus à Saint-Domingue (l'actuelle Haïti), selon des archives françaises citées dans un roman relatant ce voyage. En 1779, son navire L'Espoir qui se dirige vers New York pour apporter des munitions et autres ravitaillements aux révolutionnaires américains, est capturé sur les côtes de la Nouvelle-Écosse par les Anglais,. À Halifax, il rencontre le gouverneur anglais Frederic Haldimand, un homme que sa famille avait précédemment côtoyé en France. Joseph Quesnel choisit de s'établir de manière définitive au Canada et Haldimand, alors gouverneur de la Province de Québec, lui permet d'obtenir les lettres de naturalisation,. En avril 1780, à Montréal, il célèbre son mariage avec et Marie-Josephte Deslandes, fille de feu Pierre-Louis Deslandes et de Marie Josephte Le Pellé de la Haye et belle-fille de son associé, Maurice-Régis Blondeau, marchand,. Il s'installe ensuite à Boucherville, où il est marchand général, avant de revenir vivre à Montréal,. Sa profession l'amène à voyager dans les régions du Lac Nispissing en Ontario, et à Michilimakimac, près des Grands Lacs, entre autres. Au cours de sa vie, il fait quelques séjours en France et en Angleterre. Marie-Josephte Deslandes et Joseph Quesnel ont eu treize enfants dont six sont décédés en bas âge. Deux de leurs fils, Jules-Maurice et Frédéric-Auguste, ont été présents sur la scène politique canadienne,. Joseph Quesnel lui-même s'est d'ailleurs impliqué en politique en 1784, en signant un texte favorable à la création d'une chambre d'assemblée, et respectivement en 1796 et en 1800, alors qu'il exerce la fonction d'officier rapporteur des élections dans sa région.
Joseph Quesnel décède à 62 ans, le 2 ou le 3 juillet 1809, et est inhumé le lendemain à Montréal.

## Poésie, théâtre et musique
Peu après son arrivée au Canada, Joseph Quesnel, amateur de musique et de poésie, écrit des œuvres exploitant ces deux expressions artistiques en se donnant comme mission d'offrir des divertissements à la population. Il crée également la troupe de théâtre francophone Les jeunes messieurs canadiens. La troupe joue les comédies françaises Grégoire ou l'incommodité de la grandeur en janvier 1780 et Les fourberies de Scarpin de Molière l'année qui suit. Ces deux mêmes œuvres sont présentées à nouveau durant l'hiver 1782. En 1789, avec Louis Dulongpré, Pierre-Amable de Bonne, Jean-Guillaume De Lisle, Jacques Clément Herse, Joseph-François Perrault et François Rolland, Joseph Quesnel fonde une autre troupe, soit la troupe Théâtre de société. Son intérêt pour le théâtre ne se limite pas au jeu. En effet, vers 1788, Joseph Quesnel s'affaire à composer le texte et la musique d'une comédie qui portera le titre de Colas et Colinette, dont La première a lieu le 14 janvier 1790 à Montréal,. Caractérisée par trois actes écrits en proses entrelacés d'ariettes, Colas et Colinette est aujourd'hui reconnue comme étant la première œuvre lyrique à avoir été composée et présentée au Canada,, voire en Amérique du Nord[réf. nécessaire]. Peu avant sa création, l'inoffensif ouvrage encourut les foudres du clergé montréalais qui ne put toutefois en empêcher la représentation. Malgré la présence d'un personnage féminin, tous les rôles étaient tenus par des hommes[réf. nécessaire]. L'opéra sera présenté à nouveau en janvier et février 1805 dans un programme de la troupe Théâtre de société organisé par Pierre-Louis Panet, proche ami de Joseph Quesnel, et Ignace-Michel-Louis-Antoine d'Irumberry et Sallaberry. Joseph Quesnel est présent à l'une de ces deux représentations. L'opéra est ensuite repris en 1807, à Québec, cette fois. En 1812, après la mort de Quesnel, le livret de l'opéra est publié à Québec par l'imprimeur John Neilson, un ami avec lequel il avait correspondu pendant plusieurs années,. La musique n'a pu être publiée à cause des moyens techniques limité de l'imprimeur à l'égard de l'édition et de l'impression musicales.
Au début du XIXe siècle, il écrit la comédie Lucas et Cécile, dont il est l'auteur du texte et de la musique[réf. nécessaire]. On ne sait pas si l'ouvrage fut représenté à Montréal, mais une représentation avait été prévue à Québec au cours de la saison 1808-1809; aucune source ne confirme toutefois que cette production a bien eu lieu[réf. nécessaire]. Durant la même période, Quesnel écrit Les Républicains français, une comédie en prose publiée ultérieurement à Paris,. En 1805, il écrit un traité sur l'art dramatique pour les amateurs de Québec. Ce traité en vers est publié sous le titre Adresse aux jeunes acteurs dans la Gazette de Québec, un texte dans lequel il partage ses connaissances, ses conseils, ses goûts. Ce ne sera pas la seule publication qu'il écrira dans un journal. L'année suivante, Quesnel aurait discuté avec son fils, Frédéric-Arthur et ses amis, François Vassal de Montviel et Jean Guillaume De Lisle, de la possibilité de publier ses poèmes dans le nouveau journal francophone de la ville de Québec, Le Canadien. Ainsi, le 20 décembre 1806, son poème intitulé Le Moissonneur, et dont le message correspond à l'idéologie politique du journal, est publié dans Le Canadien. Le 27 décembre 1806 parait un second poème Définition de l'esprit dans le genre de Crispin. Ce dernier inspirera une série de publication singée de la main de François Vassal de Montviel dans ce même journal. Ces écrits provoqueront une polémique et, pour défendre les propos de François Vassal de Montviel, Quesnel fait paraitre une composition satirique titrée Monsieur L'Éditeur du Canatien dans l'édition du 4 avril 1807 du Canadien.
Joseph Quesnel aurait composé de la musique vocale sacrée, de la musique orchestrale et de la musique de chambre, dont des quatuors et des duos,. Ces partitions auraient été laissées à l'église Notre-Dame de Montréal et ultérieurement jetées au feu par mégarde lors d'un grand ménage,. Bien qu'il soit reconnu qu'il ait composé de la musique symphonique, celle-ci semble avoir été perdue puisqu'il n'en reste nulle trace.

## Honneurs
- Une rue de l'arrondissement des Rivières de la ville de Québec porte le nom de rue Quesnel en son honneur depuis 1961. Elle avait été nommée dans l'ancienne ville de Duberger et est toujours présente dans la ville de Québec[25],[35].
- Le 6 octobre 1963, l'opéra Colas et Colinette, dans une version reconstituée par Godfrey Ridout est joué à la Faculté de musique de L'Université de Toronto[36]. L’œuvre est ensuite enregistrée en 1968 sous la direction de Pierre Hétu. Pierrette Alarie, Léopold Simoneau, Claude Létourneau, et Claude Corbeil font partie des interprètes choisis pour cet enregistrement[36].
- En 1988, l'Ensemble Nouvelle-France présentait Colas et Colinette lors de l'inauguration du Musée de la civilisation de Québec, et le reprenait pour Radio-Canada en 1989[37].

## Œuvres
- Le Rimeur dépité  dialogue en vers[38]
- c. 1788 : Lucas et Cécile  opéra[29]
- 1788 : Colas et Colinette, ou le Bailli Dupé opéra comique ou comédie-vaudeville, imprimé à Québec[10]
- c. 1800 : Les Républicains français ou la soirée au cabaret; comédie en proses, imprimé à Paris[29],[12]
- 1801 : Le petit bonhomme vit encore; chanson[39]
- c. 1803 : L'Anglomanie ou Le Diner à l'angloise  comédie en vers[38]
- 1803 : Stances sur mon jardin[40]
- 1803 : Épigramme[41]
- 1804 : Épitre à M. Généreux Labadie  poème autobiographique[42]
- 1803 : Sur un ruisseau  poésie[43]
- 1805 : Adresse aux jeunes acteurs [44]
- 1806 : Stances marotique à mon esprit[45]

#### Études
- Beckwith, John, Helmut Kallmann et Denise Ménard. « Lucas et Cécile », dans Encyclopédie de la musique au Canada [en ligne].
- Hare, John E. « Joseph Quesnel », dans Dictionnaire biographique du Canada [en ligne].
- Kallman, Helmut. « Joseph Quesnel », dans Encyclopédie de la musique au Canada [en ligne].
- Ménard, Denise et Annick Poussart. « Colas et Colinette ou le Bailli dupé », dans Encyclopédie de la musique au Canada [en ligne].

#### Œuvres
- Textes de L'Anglomanie et de Les républicains français (pdf, 343 ko)
- Texte de Colas et Colinette (pdf, 192 ko)
- Extrait musical de Colas et Colinette, 1963
- Extrait musical de Colas et Colinette (ouverture), 1968

#### Expositions virtuelles
- Musée de la Civilisation du Québec, « Joseph Quesnel », dans Musiques à l'époque de Julie Papineau, 1997.
- UQAM, « Le Théâtre de société et l'opéra », dans Images d'un changement de siècle, 1760-1840, 2000.